# Onthophagus bicristiger
Onthophagus bicristiger là một loài bọ cánh cứng trong họ Bọ hung (Scarabaeidae).